# Guglielmo Boccanegra
Guglielmo Boccanegra (XIII secolo) è stato un politico e militare italiano e una figura centrale della storia di Genova del Medioevo e in particolare di quella relativa all'epoca della Repubblica marinara.

## Biografia
Appartenente al casato di mercanti dei Boccanegra - che avrebbe dato in seguito (1339) il primo doge a vita, Simone Boccanegra - fu eletto nel 1257, in seguito ad un'insurrezione popolare, Capitano del Popolo.
Fu il committente, nel 1260, dell'edificazione di Palazzo San Giorgio, futura sede del potere repubblicano a Genova.

## Il trattato di Ninfeo
Boccanegra fu il firmatario del trattato di Ninfeo, stipulato nel 1261 con Michele VIII Paleologo per porre termine all'Impero latino d'Oriente e assicurare alla Repubblica - presente con le colonie d'oltremare - il monopolio dei commerci sui mercati orientali.

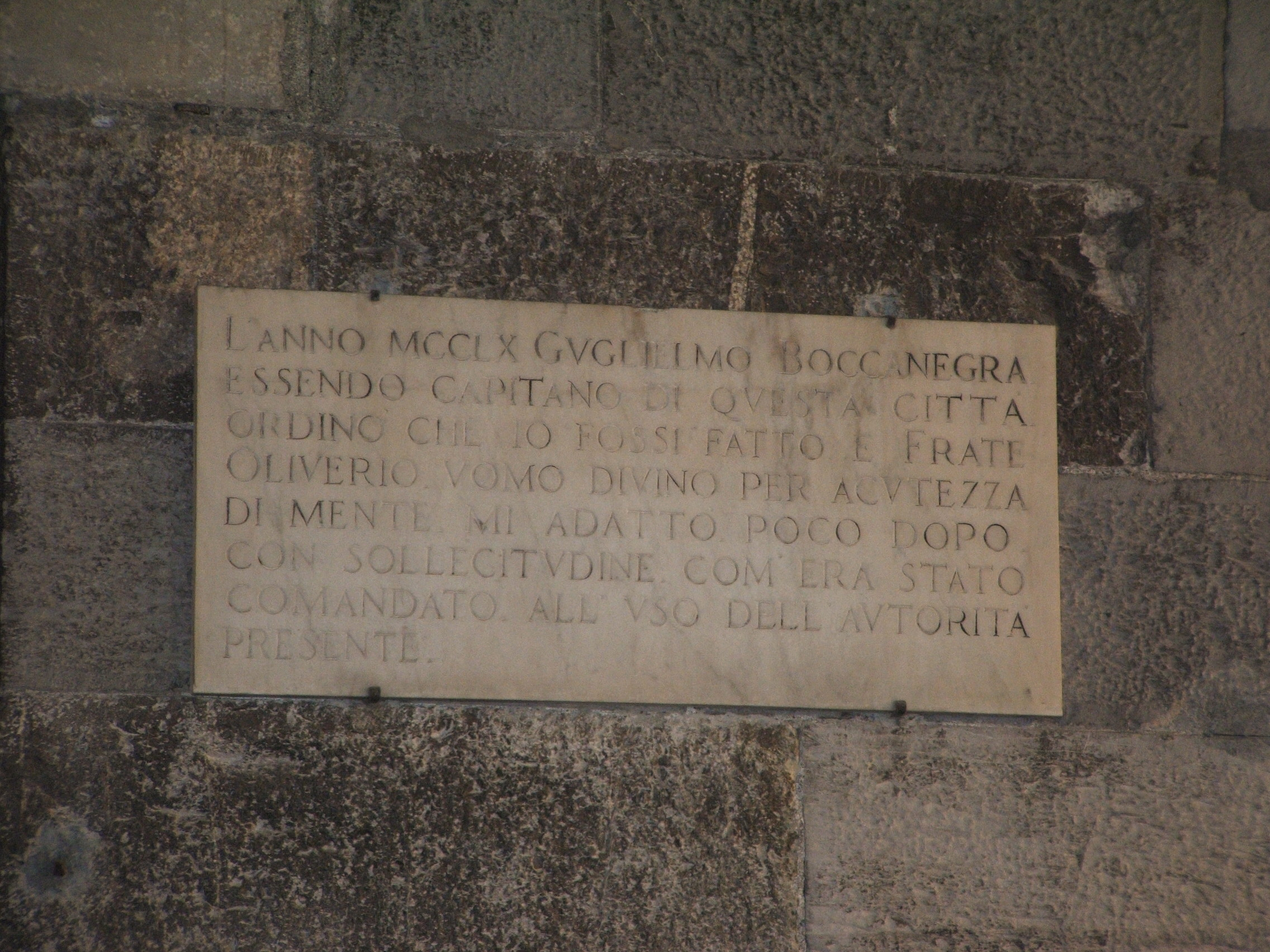
Traduzione della lapide relativa alla fondazione del Palazzo di San Giorgio a Genova, nel 1260

Sostenitore della fazione ghibellina, è ricordato per la sua azione di contrasto agli abusi dell'oligarchia costituita da nobiltà e clero che si stava impadronendo del potere nella Repubblica. Ebbe a cuore, inoltre, le opere di fortificazione cittadina a partire dalle alture del Castelletto, con l'erezione di possenti mura difensive.

## L'esilio in Francia
Mantenne il potere per un breve periodo: nel 1262, appena cinque anni dopo la sua nomina a Capitano del Popolo, infatti, la fazione guelfa riconquistò il potere. Boccanegra dovette trovare rifugio in Francia. Diventato governatore ad Aigues-Mortes, si occupò della fortificazione di quella città e della costruzione del suo scalo portuale.